# Såsom i en spegel
Como en un espejo (también titulada Detrás de un vidrio oscuro y A través del espejo) es una película sueca de drama psicológico estrenada en 1961, escrita y dirigida por Ingmar Bergman.

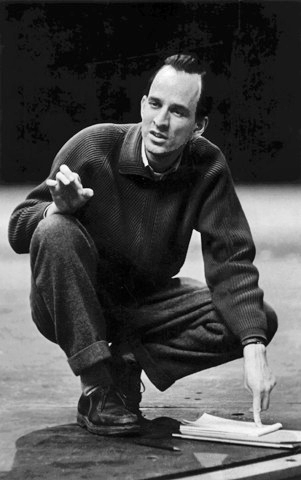
Ingmar Bergman, director de Como en un espejo.

Sus roles principales están protagonizados por Harriet Andersson, Gunnar Björnstrand, Max von Sydow y Lars Passgård. Trata de la historia de una joven esquizofrénica, que pasa el tiempo con su familia en una isla remota, y que tiene alucinaciones sobre Dios, quien se le aparece en forma de araña monstruosa.
La película obtuvo críticas positivas y fue aclamada la actuación de Harriet. Además, fue la ganadora en la categoría de Mejor Película de habla no inglesa en los Premios Oscar.

## Sinopsis

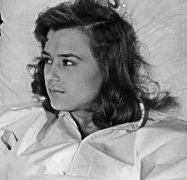
Harriet Andersson encarna a Karin, joven enferma de esquizofrenia.

Cuatro personas, tres hombres y una mujer, salen del mar después de bañarse durante unas tranquilas vacaciones de verano en una isla. El mayor de ellos, David, es un escritor viudo quien, desde la muerte de su esposa, se ha ocupado más de su carrera literaria que de sus hijos. La mujer es su hija Karin que ha estado ingresada durante temporadas en un hospital debido a una leve esquizofrenia. Está casada con Martin quien ejerce como médico en el sanatorio donde ha permanecido Karin. El menor de todos ellos es Minus, el hermano de Karin, que tiene diecisiete años.
David y Martin echan las redes para capturar peces mientras los hermanos van a buscar leche al pueblo cercano. Durante la cena David anuncia que volverá pronto a Suiza, de donde acaba de llegar, por causas laborales. Los hermanos representan una pieza teatral escrita por Minus la cual trata de un escritor que solo puede experimentar el amor cuando escribe sobre ese tema.
Al amanecer David está en su cuarto repasando los apuntes de su última novela. Karin también está despierta y experimenta su mundo escindido en el desván. Después se duerme en el cuarto del padre. Cuando David y Minus van a sacar las redes, Karin despierta y lee, en el diario de su padre, que este considera incurable la enfermedad que ella padece. En ese momento, Karin toma a Minus como su confidente, explicándole que se siente irresistiblemente atraída por la voz de alguien que la llama con insistencia obsesiva a través de una de las paredes del desván.
David y Martin se van de la isla para realizar una gestiones. Karin le ha contado a Martin lo del diario y Martin acusa a David de frialdad de sentimientos. David revela a su yerno que durante su estancia en Suiza tuvo un intento de suicidio. Karin le explica a Minus su vivencia personal de los dos mundos y su desorientación personal antes de desaparecer por los alrededores. Minus finalmente encuentra a su hermana en un viejo barco encallado en la playa. Al regresar David y Martin Minus, les cuenta el estado de confusión de Karin. Martin pide un helicóptero y preparan el equipaje.
Karin vuelve a desaparecer, pero en lugar de salir al exterior sube al desván de la casa. Allí habla con el mundo que, según ella, está detrás del papel pintado. Le ponen una inyección calmante y habla de una araña que ha venido a verla. «He visto a Dios». Se llevan a Karin en el helicóptero. David y Minus se quedan solos en la isla. Hablan de Dios y del amor. Minus dice: «Papá ha hablado conmigo».

## Reparto
- Harriet Andersson – Karin
- Gunnar Björnstrand – David
- Max von Sydow – Martin
- Lars Passgård – Minus

## Producción
Estructurada como una obra teatral en tres actos, inspirados por experiencias y relaciones personales del realizador, la película se filmó en localizaciones naturales de Fårö y los estudios de Svensk Filmindustri. Su título está inspirado en el capítulo 13, versículo 12, de la Primera carta de San Pablo a los Corintios. La banda sonora incluye composiciones de Johann Sebastian Bach.

## Recepción
Como en un espejo fue recibida con opiniones favorables al ser estrenada destacándose especialmente la actuación de Andersson. En la filmografía del director le siguieron dos películas relacionadas temáticamente: Los comulgantes y El silencio.

"Film trascendental dentro de la filmografía de Bergman, a partir del que depuraría su estilo, reduciendo acción y personajes a una simple abstracción expresiva. Es una obra tan sincera como dura, conservando un admirable ritmo interno. Su carga existencial se expresa con tanta fuerza como dolor".
Revista Fotogramas 

En FilmAffinity España la película obtiene una puntuación de 7,8 sobre 10 calculada con 3454 votos.

"Esta película trata temas tan profundos como la existencia de Dios, el amor, la locura y las relaciones paterno-filiales. Los diálogos, tan profundos como inteligentes, no dejan lugar al humor; el drama puro y duro.  (...) Una gran película muy recomendable porque te hace reflexionar sobre temas de gran envergadura, porque es de una belleza visual indiscutible y tiene unos actores en estado de gracia. Todo ello, no lo olvidemos, con la batuta del gran Ingmar Bergman".
Crítica de Manuel PM en FilmAffinity 

En IMDb tiene una valoración de 8,1 sobre 10 con 18.276 votaciones.

"Un estudio de personajes ambientado en una aislada isla frente a las costas de Suecia, Como en un espejo es la pensativa crónica de Ingmar Bergman sobre el descenso de una joven a la vorágine de la esquizofrenia. La historia se centra en Karin (Harriet Andersson), que ha llegado a una coyuntura crucial en su vida, recién dada de alta de un hospital psiquiátrico y que debe enfrentarse a las incertidumbres inherentes a la naturaleza de su enfermedad. (...) A través de los ojos de Bergman observamos los efectos de su situación en las tres personas más cercanas a ella: su esposo Martin (Max von Sydow), su padre David (Gunnar Bjornstrand) y su hermano Minus (Lars Passgard).  (...) Es una película emocional y apasionante que no se debe perder. Califico este 10/10".
Crítica de JHClues en IMDB 

## Premios
La película obtuvo el Oscar a Mejor Película Extranjera en la edición de 1962. Ingmar Bergman también fue nominado en la categoría de Mejor Guion Original, pero no obtuvo el premio.
Formó parte de las diez mejores películas de 1961 según el National Board of Review. 
Además, también compitió por el Oso de oro en el Festival de cine de Berlín y la actuación de Harriet le valió una nominación en los Premios BAFTA a la Mejor Actriz Extranjera.